# Dryobotodes ochrea
Dryobotodes ochrea là một loài bướm đêm trong họ Noctuidae.